# Lamba (Färöer)

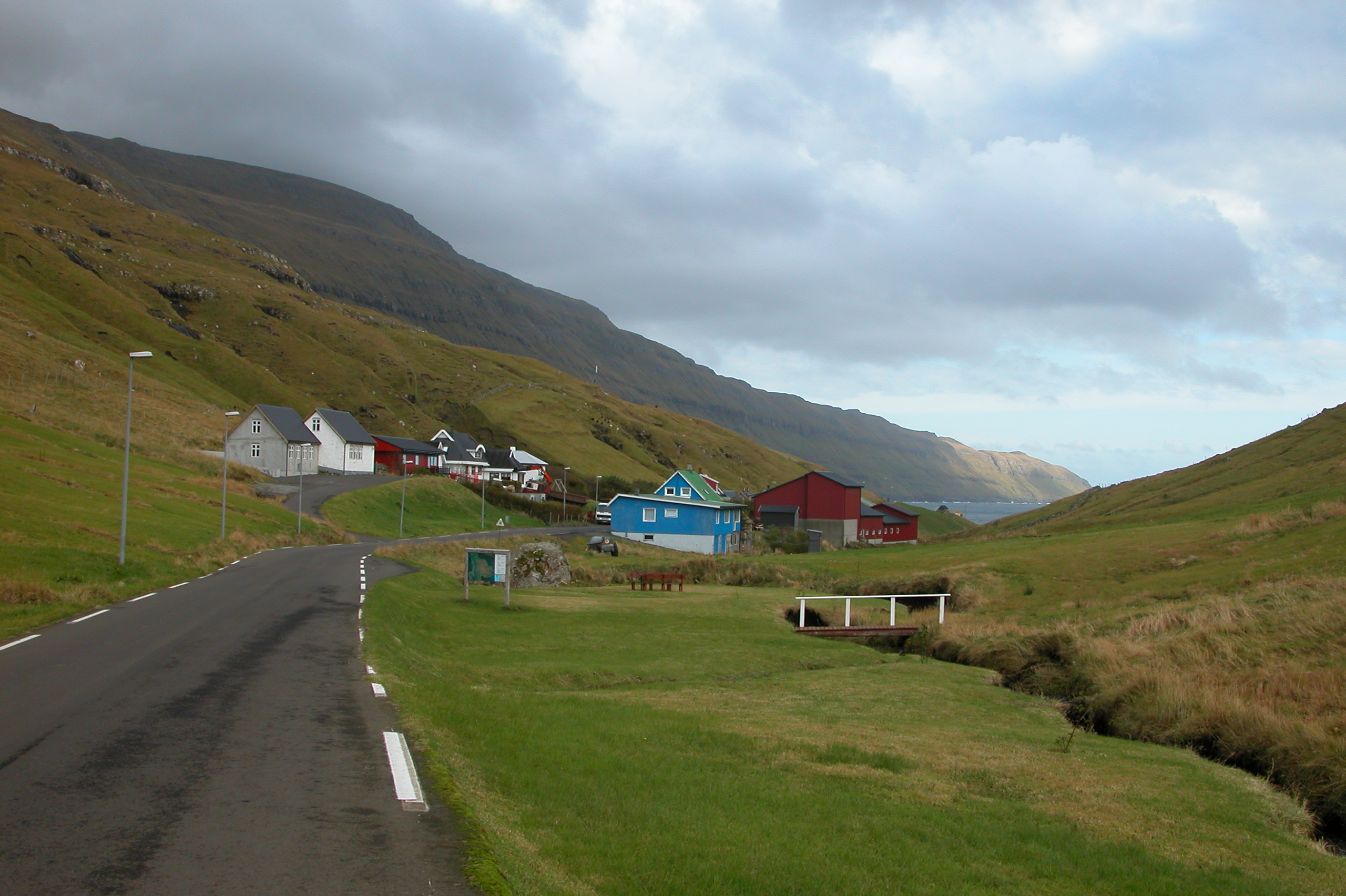
Lamba

Lamba oder Lambi (dänischer Name: Lamhauge) ist ein Ort der Färöer im Süden der Insel Eysturoy.
Der Ort gehört zur Kommune Runavík und hat etwa 133 Einwohner (1. Januar 2013). Die Postleitzahl ist FO-627. Der Name des Ortes leitet sich von der Schafzucht ab und bedeutete ursprünglich Lämmerweide.

## Lambavík Fjord
Lamba liegt am Fjord Lambavík auf einem Isthmus zum Fjord Skálafjørður hin. In der Lambavík sank an Silvester 1707 die Norske Løve, ein 1704 gebautes Handelsschiff der zweiten dänischen Ostindisk Kompagni. Obwohl oft danach getaucht wurde, konnte das Wrack bisher nicht ausfindig gemacht werden. An Bord wird ein Goldschatz vermutet.